# صاریغ‌های قلمی
صاریغ‌های قلمی (نام علمی: Marmosops) سرده‌ای از صاریغ‌های نوگرمسیر دوزهدانی‌سان عضو تیره دوزهدانیان است. این سرده شامل گونه‌های زیر است:
- سرده Marmosops
  - صاریغ قلمی بیشاپ (Marmosops bishopi)
  - صاریغ قلمی سرباریک (Marmosops cracens)
  - صاریغ قلمی کرایتون Marmosops creightoni
  - صاریغ قلمی دوروتی (Marmosops dorothea)
  - صاریغ قلمی تیره (Marmosops fuscatus)
  - صاریغ قلمی هندلی (Marmosops handleyi)
  - صاریغ قلمی شودی (Marmosops impavidus)
  - صاریغ قلمی خاکستری (Marmosops incanus)
  - صاریغ قلمی پاناما (Marmosops invictus)
  - صاریغ قلمی جونین (Marmosops juninensis)
  - صاریغ قلمی نبلینا (Marmosops neblina)
  - صاریغ قلمی شکم‌سفید (Marmosops noctivagus)
  - صاریغ قلمی حساس (Marmosops parvidens)
  - صاریغ قلمی برزیلی (Marmosops paulensis)
  - صاریغ قلمی پینهیرو (Marmosops pinheiroi)